# Erin Williams
Erin Williams   () és una escriptora i il·lustradora estatunidenca. Les seves narracions gràfiques tracten el dolor crònic i la malaltia, l'alcoholisme, l'agressió sexual, la maternitat i el gènere.

## Trajectòria
El 2019, Abrams Comic Art va publicar les memòries gràfiques de Williams amb el títol de Commute: An Illustrated Memoir of Female Shame. En aquesta obra, Williams il·lustra els detalls quotidians de la seva rutina diària, com ara maquillar-se, fer te i esperar a l'estació de tren, alhora que aborda com la seva identitat com a dona influeix tant el viatge com el seu trauma passat. Aquestes memòries també documenten la seva lluita contra l'alcoholisme i les agressions sexuals, il·lustrant com el trauma es converteix en vergonya a través de la narració del viatge d'un sol dia d'anada i tornada a la feina.
El llibre de Williams What's Wrong: Personal Histories of Chronic Pain and Bad Medicine és una col·lecció d'històries personals il·lustrades de malalties cròniques i patiment, en què detalla les condicions de quatre persones d'orígens diversos, així com la seva pròpia malaltia crònica, il·lustrant com les persones que pateixen dolor crònic i malalties cròniques lluiten per sobreviure al sistema mèdic.

## Obra publicada
- What's Wrong? Personal Histories of Chronic Pain and Bad Medicine, 2024, publicat per Abrams Comics Art
- How to take care, with Kate Novotny, 2022, publicat per Penguin Random House
- Our Whispering Wombs, illustrations, 2022, publicat a Virginia Quarterly Review
- "Plague as Disciplinary Project: COVID in Chicago", 2021, publicat a Synapsis
- "Love Sick: An artist researches one form of illness in the time of another", 2020, publicat a la revista del MoMA
- "Dust and Doubt", 2020, publicat a The Believer
- Commute: An Illustrated Memoir of Female Shame, 2019, publicat per Abrams Comics Art

### Traduccions al català
- En tren. Autobiografia de la vergonya. Traducció: Marta Nin.  Godall Edicions, 2023. ISBN 978-84-126896-3-1.[9][10]